# قصعين كليفلاندي
قصعين كليفلاندي (الاسم العلمي:Salvia clevelandii) هو نوع من النباتات يتبع جنس القصعين من الفصيلة الشفوية.